# Nephodia oblitaria
Nephodia oblitaria là một loài bướm đêm trong họ Geometridae.